# Giovanni Antonio Flaminio
Giovanni Antonio Flaminio, nato Zarrabini (Imola, 1464 – Bologna, 1536), è stato un letterato e religioso italiano.

## Biografia
Nacque in una famiglia alle dipendenze degli Sforza. Figlio di Lodovico Zarrabini di Cotignola, prese il cognome Flaminio, derivandolo forse dall'antico nome imolese, negli anni della formazione.
Proseguì i suoi studi a Bologna, avendo come docente Filippo Beroaldo. Allontanatosi dalla città per sfuggire ad un'epidemia, si trasferì a Venezia, dove venne assunto come educatore dalla famiglia Plateo. Assunse in questi anni il cognome "Flaminio", mentre terminava la sua formazione umanistica.
Nel 1485 si trasferì nella marca trevigiana, a Serravalle, dove rimase fino al 1489. In questi anni si sposò ed ebbe quattro figli, tra cui Marcantonio. Dal 1489 al 1498 insegnò a Montagnana per poi rientrare nella città della moglie.
Negli anni seguenti Flaminio perse i suoi possedimenti a causa della sconfitta subita da Venezia da parte della Lega di Cambrai. Rifiutato l'invito di Papa Giulio II a trasferirsi a Roma, rientrò ad Imola, dove iniziò l'insegnamento pubblico. Nel 1517 è nuovamente docente a Serravalle, ma dal 1520 accetta l'invito di Gaspare Fantuzzi e si trasferisce nella sua casa bolognese per insegnare ai suoi figli e a pochi altri giovani rampolli. Vedovo da tempo, decise di prendere i voti, diventando priore, e morì a Bologna all'età di 72 anni.

## Opere
Molte le pubblicazioni dell'autore, tra cui la traduzione in latino dei Libri tres de Institutione Harmonica di Pietro Aaron.